# Fernando Picún
Fernando Álvaro Picún de León (Montevideo, 14 febbraio 1972) è un ex calciatore uruguaiano, di ruolo difensore.